# Emberi Jogi Munkacsoport
Az Emberi Jogi Munkacsoport a kormány 2012-ben létrehozott javaslattevő, véleményező és tanácsadói tevékenységet végző testülete, amelynek fő feladata, hogy figyelemmel kísérje az emberi jogok érvényesülését Magyarországon. 

## A Munkacsoport összetétele
A Munkacsoport 14 államtitkárból áll, elnöke az Igazságügyi Minisztérium parlamenti államtitkára, alelnöke az Igazságügyi Minisztérium európai uniós és nemzetközi igazságügyi együttműködésért felelős államtitkára.

## A Munkacsoport feladatai
A Munkacsoport kiemelt fontosságú célja, hogy figyelemmel kísérje az ENSZ Emberi Jogi Tanács Egyetemes Időszakos Felülvizsgálat (UPR) Munkacsoportjának 11. ülésén (2011 májusában) Magyarország vonatkozásában tett, és általa részben vagy egészben elfogadott ajánlások végrehajtását. A Munkacsoport feladata továbbá, hogy konzultációt folytasson a civil szervezetekkel, érdekképviseleti és szakmai szervezetekkel, valamint alkotmányos szervekkel, és elősegítse az emberi jogok magyarországi érvényesülésével kapcsolatos szakmai kommunikációt. Továbbá feladata az is, hogy javaslatokat tegyen a kormány részére a jogalkotás és jogalkalmazás vonatkozásában, biztosítandó az emberi jogok maradéktalan érvényesülését Magyarországon. 

## Emberi Jogi Kerekasztal
A Munkacsoport mellett működik civil szervezetek részvételével az Emberi Jogi Kerekasztal, amelynek jelenleg 45, nyílt pályázaton kiválasztott tagja van. A Kerekasztal az alábbi tizenkét tematikus munkacsoportban dolgozik:
- romaügy
- nemzetiségi ügyek
- nők jogai
- gyermekek jogai
- idősek jogai
- fogyatékkal élők jogai
- hajléktalanok
- LMBT emberek jogai
- menekültügy és migráció
- véleménynyilvánítás szabadsága
- egyéb polgári és politikai jogok védelme
- egyéb gazdasági, szociális és kulturális jogok  védelme

## Külső hivatkozások
- 1039/2012 (II. 22.) Korm. határozat az Emberi Jogi Munkacsoportról
- Megalakult az Emberi Jogi Munkacsoport, 2012. március 29.[halott link]